# Jeffersonville (Geòrgia)
Jeffersonville és una població dels Estats Units a l'estat de Geòrgia. Segons el cens del 2000 tenia 1.209 habitants.

## Demografia
Segons el cens del 2000, Jeffersonville tenia 1.209 habitants, 436 habitatges, i 320 famílies. La densitat de població era de 126,8 habitants/km².
Dels 436 habitatges en un 28,2% hi vivien nens de menys de 18 anys, en un 45,2% hi vivien parelles casades, en un 23,9% dones solteres, i en un 26,6% no eren unitats familiars. En el 23,9% dels habitatges hi vivien persones soles el 9,6% de les quals corresponia a persones de 65 anys o més que vivien soles. El nombre mitjà de persones vivint en cada habitatge era de 2,67 i el nombre mitjà de persones que vivien en cada família era de 3,18.
Per edats la població es repartia de la següent manera: un 25% tenia menys de 18 anys, un 10,1% entre 18 i 24, un 28,8% entre 25 i 44, un 23,9% de 45 a 60 i un 12,2% 65 anys o més.
L'edat mediana era de 36 anys. Per cada 100 dones de 18 o més anys hi havia 82,1 homes.
La renda mediana per habitatge era de 25.000 $ i la renda mediana per família de 37.500 $. Els homes tenien una renda mediana de 29.722 $ mentre que les dones 21.042 $. La renda per capita de la població era de 13.021 $. Entorn del 17,4% de les famílies i el 21,4% de la població estaven per davall del llindar de pobresa.

## Poblacions més properes
El següent diagrama mostra les poblacions més properes.